# Izmaïlovskaïa (métro de Moscou)
Izmaïlovskaïa (en russe : Изма́йловская et en anglais : Izmaylovskaya), est une station de la ligne Arbatsko-Pokrovskaïa (ligne 3 bleue) du métro de Moscou. Elle est située sur le territoire du raïon Izmaïlovo dans le district administratif est de Moscou.

## Situation sur le réseau
Établie en surface, la station Izmaïlovskaïa est située au point 0121+56 de la ligne Arbatsko-Pokrovskaïa (ligne 3 bleue), entre les stations  Pervomaïskaïa (en direction de Chtchiolkovskaïa), et Partizanskaïa (en direction de Piatnitskoïe chosse).

## Histoire
La station Izmaïlovskaïa est mise en service le 21 octobre 1961, lors de l'ouverture à l'exploitation du prolongement de Partizanskaïa à Pervomaïskaïa.